# Dolores (1995)
Dolores ist ein US-amerikanischer Thriller von Taylor Hackford aus dem Jahr 1995. Er ist eine Verfilmung des gleichnamigen Romans von Stephen King aus dem Jahr 1992, dessen Handlung allerdings teils erheblich von Kings Geschichte abweicht.

## Handlung
In Maine wird die forsche und schlagfertige Haushaltshilfe Dolores Claiborne beschuldigt, nach zwanzigjähriger Haushaltsführung ihre reiche und tyrannische, aber zuletzt auch vereinsamte, altersschwache und bettlägerige Arbeitgeberin Vera Donovan getötet zu haben, deren Leiche am Fuß der Treppe im Hause Donovans gefunden wurde. Der Treppensturz ist nach dem vermeintlichen Unfalltod ihres Ehemannes vor achtzehn Jahren, der zweite Unfalltod in der Nähe von Dolores.
Die Ermittlungen werden von Detective John Mackey aufgenommen, der auch den Tod von Dolores’ Ehemann, Joe St. George, untersucht hatte. Überzeugt, sie hatte ihn ermordet, scheiterte er in dem besessenen Versuch sie entsprechend zu überführen. In dem neuen Todesfall, den er für einen erneuten Mord nach ähnlichem Muster hält, will er Dolores umso mehr überführen. Er sieht sich bestätigt, als er entdeckt, dass Vera Dolores, mit der sie ständig im Streit lag, ihr gesamtes Vermögen vererbt hat, was Dolores vollständig überrascht.
Als Dolores’ erwachsene Tochter, Selena St. George, vom Tod der Arbeitgeberin ihrer Mutter erfährt, kehrt sie in ihren Heimatort zurück. Auch überzeugt über die Schuld ihrer Mutter hinsichtlich ihres Vaters, glaubt sie ebenfalls, dass sie Vera ermordet hat, während Dolores sich nichts mehr als Verständnis von ihrer Tochter wünscht. Anfänglich offen feindselig gegen Dolores, öffnet sich Selena nach und nach ihr gegenüber. Die beiden entfremdeten Frauen nähern sich einander wieder an und beginnen, ihre lange verdrängten Erinnerungen zu ordnen.
So erfährt man, dass das Verhältnis von Dolores zu Vera keineswegs nur das einer Arbeitgeberin zu einer finanziell abhängigen Haushaltshilfe war, sondern dass auch eine Art von tiefer Freundschaft sie verband, das sich zu einer Lebensgemeinschaft wandelte, was Dolores erst jetzt erkennt. Man erfährt auch über Joes Tod. Die damals noch wenig selbstbewusste Dolores wurde von ihrem trinkenden Mann misshandelt. Als er dann anfing, Selena sexuell zu missbrauchen, beschloss sie, mit ihr zu fliehen. Als sie dazu all ihre bei Vera hart erarbeiteten Ersparnisse für die künftige Ausbildung von Selena von der Bank abholen wollte, musste sie erfahren, dass ihr Mann von dem heimlichen Konto wusste und das ganze Geld genommen hatte.
Verzweifelt brach sie bei Vera in Tränen aus und erzählte ihr alles. Vera empfahl ihr, das Problem zu „lösen“ (Zitat von Vera Donovan: „Niemand weiß so gut wie ich: Ehemänner sterben manchmal.“) und versicherte Dolores ihrer vollständigen Rückendeckung. In Selenas Abwesenheit konfrontierte Dolores ihren betrunkenen Ehemann – Vera hatte ihr eine Flasche Whisky mitgegeben – daraufhin mit den Vorwürfen und provozierte so eine Verfolgung, in deren Verlauf Joe, wie beabsichtigt, in eine mit morschen Brettern bedeckte Grube einbrach und so in den Tod stürzte. Vera gab ihr daraufhin ein Alibi.
Als sie all das von ihrer Mutter erfährt, die erkennt, dass das nicht richtig war, weil sie dabei Selena anlog und damit auch sich selbst, was zur Entfremdung zwischen ihnen führen musste, erinnert sich Selena nach und nach an den sexuellen Missbrauch, den sie komplett verdrängt hatte. So erkennt sie, welche Opfer ihre Mutter erbracht hatte, um ihr eine bessere Zukunft zu ermöglichen, wobei sie auch aufgrund dieses Traumas nicht objektiv darüber nachdenken konnte. Schließlich erkennt sie auch entsetzt, dass sie ihrer Mutter Unrecht angetan hat.
Man erfährt schließlich bei einer Vernehmung von Dolores durch Mackey vor einem Untersuchungsrichter auch über den Tod von Vera: In Abwesenheit von Dolores erkannte die altersdemente Vera in einem klaren Moment ihre Situation als hilfloser Pflegefall und beschloss, sich durch einen Treppensturz umzubringen. Kurz vor Erreichen der Treppe wollte Dolores sie stoppen, scheiterte jedoch. Vera überlebte den Sturz und flehte Dolores an, sie zu erlösen. Dolores’ Mitgefühl war so groß, dass sie entsprechend nach einem Mittel suchte. Vera starb aber, bevor es dazu kommen konnte. 
Selena, fest entschlossen ihr falsches Benehmen wiedergutzumachen, nimmt dort auch teil. Sie stellt die wahren Ereignisse über den Tod von Vera klar und konfrontiert den Polizisten, der sie als Mörderin von Vera darstellen will, mit seinem eigenen Benehmen, der ihrem ähnelt. Dabei sagt sie Mackey implizit auch, dass sie beide nicht das Recht haben den Mord ihres Vaters zu behandeln, weil sie dabei nicht objektiv gehandelt haben und folglich auch erst recht nicht hinsichtlich des Todes von Vera. Auch Mackey wird sich nun bewusst, dass er sich verrannt hat, und widersetzt sich nicht der Einstellung des Verfahrens durch den Untersuchungsrichter. Danach versöhnen sich Mutter und Tochter.

## Kritiken
James Berardinelli lobte auf ReelViews die „gut porträtierten“ Charaktere von Dolores und Selena. Er lobte ebenfalls die Darstellungen von Kathy Bates und Jennifer Jason Leigh sowie die „subtilen“ Spezialeffekte.
Roger Ebert schrieb in der Chicago Sun-Times vom 24. März 1995, dass er überrascht war, wie „anrührend“ („affecting“) der Film auf ihn gewirkt habe. Der Film wäre weitgehend ein Film über die Mutter-Tochter-Beziehung, der keine „falsche Sentimentalität“ aufweisen und weitgehend von Kathy Bates und Jennifer Jason Leigh geprägt würde.
Das Lexikon des internationalen Films schrieb: „Verfilmung eines Stephen-King-Romans, die auf äußerliche Schockeffekte verzichtet und sich ganz auf die Psychologie der Figuren konzentriert. Im Stil großen Unterhaltungskinos inszeniert, ausgezeichnet fotografiert und eindringlich gespielt.“

## Auszeichnungen
Kathy Bates, Jennifer Jason Leigh und der Komponist der Filmmusik Danny Elfman wurden 1996 für den Saturn Award nominiert. Kathy Bates und Jennifer Jason Leigh wurden 1996 für den Chlotrudis Award nominiert. Der Film wurde 1996 für den Edgar Allan Poe Award nominiert. Ellen Muth gewann 1995 einen Preis des Tokyo International Film Festival.

## Hintergründe
Im Roman wird Joe St. George am Anfang der 1960er Jahre getötet, im Film findet dieses Ereignis im Jahr 1975 statt. Die Produktionsgesellschaft bezahlte für die Filmrechte am Roman 1,5 Millionen US-Dollar.
Obwohl der Film in Maine spielt, wurde er in der kanadischen Provinz Nova Scotia gedreht.